# دانشگاه دولتی مسکو

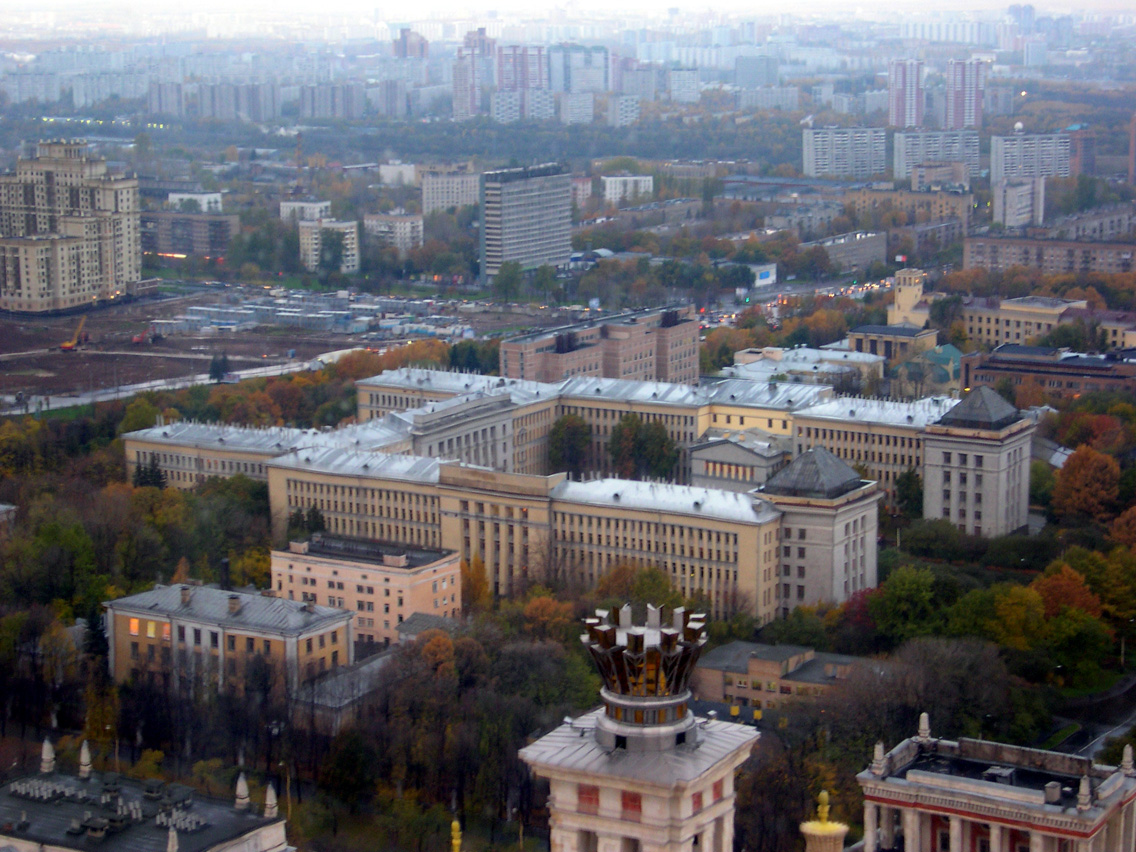
نمایی هوایی از ساختمان‌های دانشکده زمین‌شناسی دانشگاه مسکو.

دانشگاه دولتی لامانُسف مسکو (به روسی: Московский государственный университет имени М. В. Ломоносова) با نام اختصاری ام.گ. او МГУ یکی از مهم‌ترین دانشگاه‌های کشور روسیه است. دانشگاه مسکو، دانشگاهی دولتی است و در شهر مسکو، پایتخت روسیه و در بالای تپه‌ای به نام «تپهٔ گنجشکان» قرار دارد.
این دانشگاه در بین صد دانشگاه برتر دنیا قرار دارد و در رنکینگ بندی سایت معتبر QS در جایگاه ۷۴ قرار دارد.

## تاریخچه
دانشگاه مسکو در شمار یکی از زیباترین، بهترین و با عظمت‌ترین دانشگاه‌های جهان از لحاظ معماری، به‌شمار می‌آید. این دانشگاه ابتدا در تاریخ ۲۶ آوریل ۱۷۷۵، با همت میخائیل واسیلویچ لومونسف در ساختمان نه چندان بزرگی در میدان سرخ تأسیس شد. این نخستین دانشگاه کشور روسیه بود.
ساختمان اصلی دانشگاه مسکو که به سبک معماری گوتیک و باروک ساخته شده است، یکی از هفت آسمان‌خراشی است که در اواخر دوران ژوزف استالین (سال‌های ۱۹۴۷ تا ۱۹۵۳) به دستور او در مسکو ساخته شدند.
این دانشگاه در رتبه‌بندی QS برای سیزدهمین سال متوالی عنوان بهترین دانشگاه روسیه را به دست آورده است.

## رتبه‌بندی
بر اساس رتبه‌بندی دانشگاه‌های جهان در آموزش عالی توسط موسسهٔ تایمز در سال ۲۰۱۹، دانشگاه دولتی مسکو در رتبه ۱۸۹ دانشگاه‌های برتر جهان قرار دارد، در حالی که براساس نظامِ رتبه‌بندی QS در سال ۲۰۱۹، این دانشگاه رتبه ۸۴ را در بین دانشگاه‌های برتر دنیا و رتبه اول را در بین دانشگاه‌های روسیه از آن خود کرده است.

## کتابخانه دانشگاه مسکو
کتابخانه دانشگاه دولتی مسکو یکی از قدیمی‌ترین کتابخانه‌ها در کشور روسیه است که در سال ۱۷۵۶ میلادی افتتاح شد و در طول بیش از صد سال، عنوان تنها کتابخانه عمومی مسکو را بر خود داشته است.